# Philippe Mexès
Philippe Mexès (Toulouse, 30 de março de 1982) é um ex-futebolista francês que atuava como zagueiro.

## Carreira
Mexès ingressou no time Sub-16 do Auxerre em 1997 depois de deixar seu clube da cidade natal, o Toulouse. A perda do Toulouse foi com certeza o maior ganho do Auxerre. Dentro de dois anos, Philippe foi promovido ao plantel principal, fazendo sua estreia em novembro de 1999.
O zagueiro se tornou regularmente estabelecido no centro da defesa do Auxerre na temporada de 2000–01 e foi fortemente ligado a uma transferência para os campeões ingleses do Manchester United por um preço de quase 20 milhões de euros.
Ele permaneceu e ajudou o Auxerre a conquistar a terceira colocação em 2001–02 na Primeira Divisão Francesa, o suficiente para assegurar a vaga na UEFA Champions League, e ganhar a Copa da França no ano seguinte por 2 a 1 em cima do Paris Saint-Germain. Mexès foi então chamado para a seleção nacional Sub-21, jogando duas vezes pela equipe vice-campeã do Campeonato Europeu Sub-21 de 2002. Estreou na seleção principal em agosto de 2002, mas não integrou a lista de 23 eleitos para a Euro 2004.
Conseguiu o seu melhor rendimento de sempre defendendo o gol de sua equipe, além de ter contribuído com quatro gols para o quarto lugar do Auxerre. Depois de 133 jogos da Primeira Francesa no l'Abbé-Deschamps, Mexès se transferiu para a Roma por  4 milhões de euros em circunstâncias irregulares. A FIFA suspendeu o zagueiro por seis semanas depois dele ter assinado com a equipe italiana, pois ainda cumpria contrato com o Auxerre, porém a Câmara de Arbitragem dos Esportes em Lausanne decidiu cancelar a suspensão.
Duas rodadas antes do fim da temporada 2010–11, foi anunciado pelo Milan como novo reforço para a temporada seguinte.
Fez sua estreia na equipe rossonera no dia 19 de outubro de 2011 em uma partida válida pela UEFA Champions League contra o BATE Borisov.

## Seleção Francesa
Mexès estreou pela Seleção Francesa em 2002, com apenas 20 anos, já no ano seguinte conquistou a Copa das Confederações. Com a recente chegada de Laurent Blanc á Seleção Francesa conseguiu recuperar seu espaço na que havia perdido com o antigo treinador Raymond Domenech. Foi titular em praticamente todas as partidas sob o comando de Blanc, e virou um dos homens de confiança do treinador, usando a camisa cinco.

## Títulos
Auxerre
- Copa da França: 2002–03

Roma
- Coppa Italia: 2006–07, 2007–08

Milan
- Supercopa da Itália: 2011

Seleção Francesa
- Copa das Confederações: 2003